# Station Małomice
Station Małomice is een spoorwegstation in de Poolse plaats Małomice.